# Oughterard
Oughterard é uma vila no condado de Galway, na Irlanda. De acordo com o censo de 2011 da República da Irlanda, havia 2.604 pessoas morando no distrito eleitoral de Oughterard e 1.333 pessoas morando na própria vila (que faz parte do distrito eleitoral).

## Na literatura
Há uma referência à estação de Oughterard no conto de Patrick Pearse, "An Bhean Chaointe". 

## Controverso
Oughterard recebeu atenção internacional em setembro de 2019, quando um hotel abandonado na periferia da cidade, o Connemara Gateway Hotel, foi proposto para ser usado como um centro de abastecimento direto (ou seja, para acomodar refugiados em busca de proteção internacional).  Ativistas de direita imediatamente alvejaram o público (especialmente Gearóid Murphy, um ativista do Partido Nacional (NP)) usando o desarmamento anti-imigrante, e foi bem-sucedido.   O protesto recebeu forte apoio do Partido Nacional e de outros grupos de direita.  Um folheto distribuído por Murphy, contendo alegações enganosas sobre o sistema de asilo, foi amplamente distribuído por ativistas locais, incluindo Gerry Kinneavy, o organizador local do NP.   O protesto rapidamente se tornou o maior protesto já feito contra um centro de abastecimento direto planejado. O protesto mais tarde se concentrou em sua oposição a "centros desumanos de abastecimento direto", o que levou a alegações de que os manifestantes estavam se escondendo por trás de preocupações genuínas sobre o sistema de asilo.   Alguns membros do grupo "Oughterard Says No to Direct Provision" falaram de "influências externas negativas" tentando influenciar os protestos, após alegações de racismo e intimidação.   Após três semanas de protestos de 24 horas contra o bloqueio do hotel, o proprietário do hotel retirou sua oferta para o centro no início de outubro.   Ativistas de Oughterard então viajaram para outros lugares para apoiar e ajudar protestos semelhantes. 